# دیسک گلف

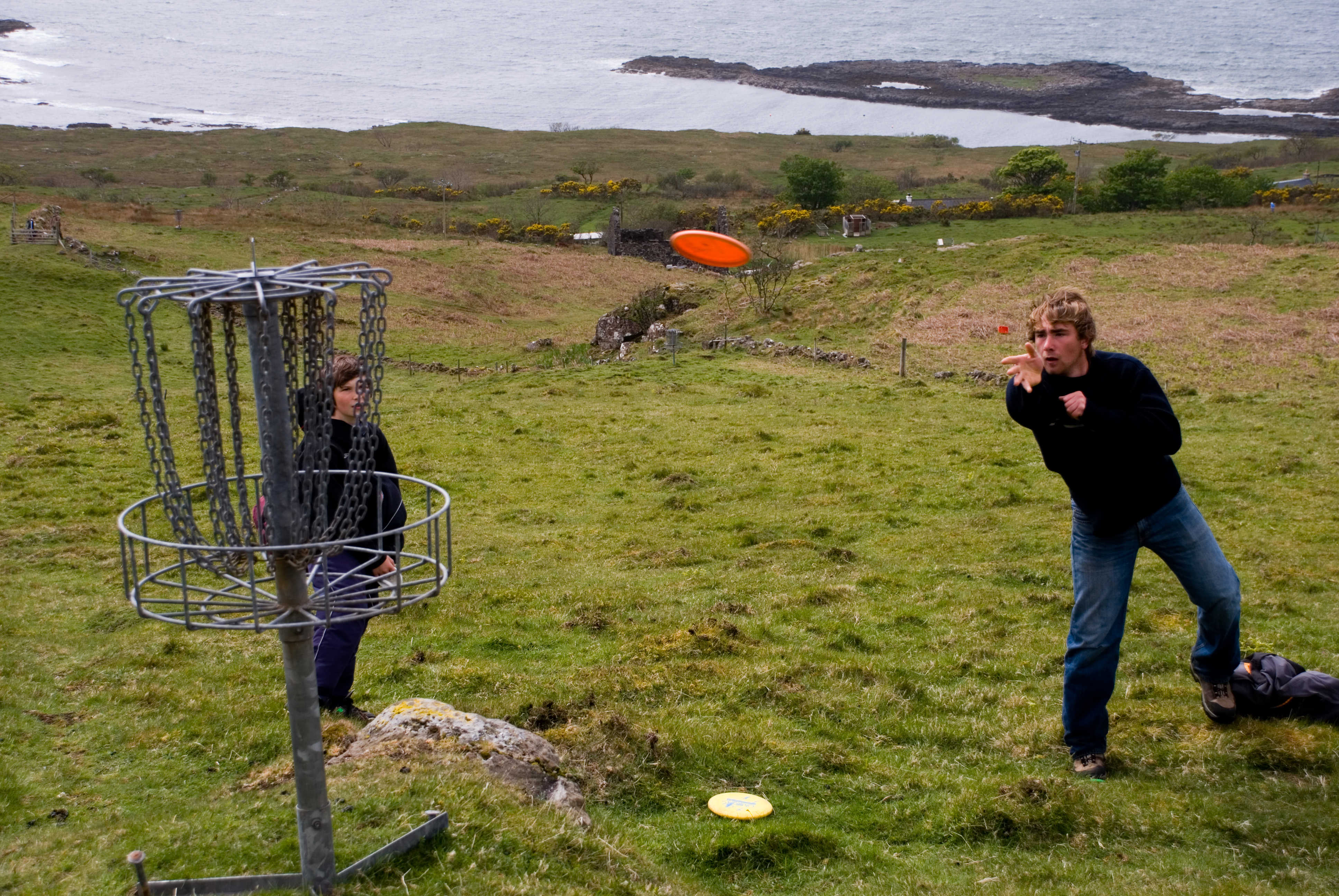
مردی در حال پرتاب دیسک گلف، ۲۰۰۷

دیسک گلف (به انگلیسی: Disc golf) به نوعی از ورزش گفته می‌شود که شباهت‌های زیادی با گلف دارد، اما در آن افراد به جای پرتاب توپ گلف، دیسک‌های پرتابی را به سوی یک سبد پرتاب می‌کنند. در بازی دیسک گلف، هدف این است که دیسک‌ها را در سبدهای مورد هدف پرتاب کنند و در عین حال، همانند قوانین گلف، کمترین میزان پرتاب را داشته باشند. معمولاً در یک زمین بازی ۹ الی ۱۸ سبد وجود دارد. بازیکنان از سبد شماره یک شروع می‌کنند و سبدها را به ترتیب طی می‌کنند. بازیکنی که تمامی سبدها را با کمترین تعداد پرتاب گذرانده باشد، پیروز بازی اعلام می‌شود.

## تاریخچه
شکل‌گیری دیسک گلف به صورت رسمی در اوایل دهه ۱۹۶۰ صورت گرفت. اد هدریک، مخترع آمریکایی، به دلیل دو اختراع دیسک پرتابی (فریزبی) و اولین سبد دیسک گلف به عنوان پدر بازی دیسک گلف شناخته می‌شود. او قوانین بازی دیسک گلف را تدوین کرد و انجمن‌های دیسک گلف، دیسک گلف حرفه‌ای و دیسک گلف تفریحی را بنیان‌گذاری کرد. هدریک در سال ۱۹۷۶ اولین زمین بازی دیسک گلف را در درختستان بلوط پاسادینا، کالیفرنیا ایجاد کرد. علاوه بر این، هدریک به حدود ۱۰۰ نفر از ورزشکاران برتر نامه نوشت و از آنها خواست که به انجمن دیسک گلف حرفه‌ای با حق عضویت مادام‌العمر ۱۰ دلاری بپیوندند.
در سال ۱۹۸۲، انجمن دیسک گلف حرفه‌ای اولین مسابقات جهانی دیسک گلف را در لس آنجلس میزبانی کرد. در آن زمان، حدود ۱۲۰ زمین بازی دیسک گلف در آمریکای شمالی ایجاد شده بود. بعد از آن، هدریک ریاست انجمن را به بازیکنان سپرد.

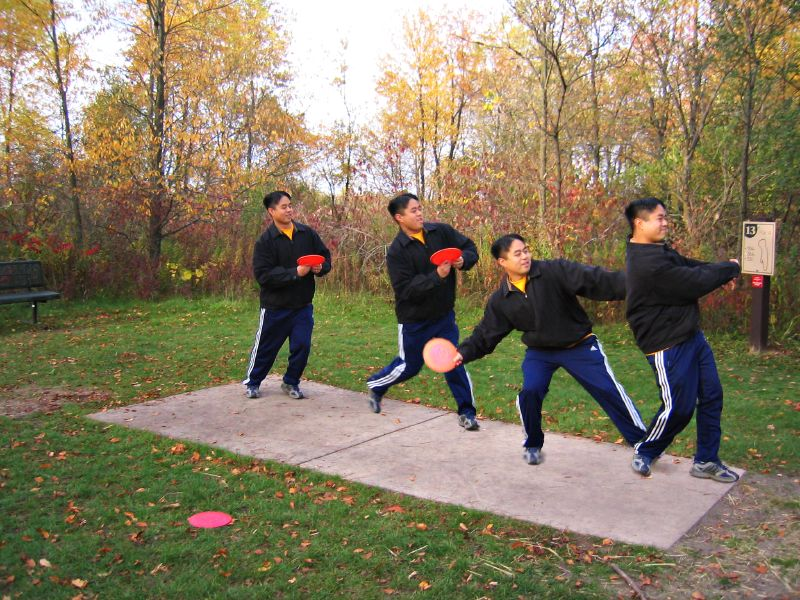
افراد در حال بازی کردن دیسک گلف

## فرایند بازی
فرایند بازی دیسک گلف شبیه گلف است. در یک زمین بازی، ۹ تا ۱۸ سبد هدف وجود دارد. هر سبد یک نقطه پرتاب دارد که بازیکنان از روی آن، دیسک‌ها را پرتاب می‌کنند؛ اگر دیسک پرتابی بازیکن بجای قرارگیری در سبد، روی زمین افتاد، بازیکن دوباره از روی نقطه فرود دیسک، آن را پرتاب می‌کند. اغلب بین نقطه پرتاب و سبد موانعی همچون درخت، تپه یا … وجود دارد. افراد باید همانند بازی گلف کمترین میزان پرتاب را کسب کنند.
بسیاری از زمین‌های بازی همانند قوانین گلف، مناطق خارج از محدوده (out-of-bounds areas) دارند. اگر دیسک بازیکنی در این مناطق فرود بیاید، بازیکن اصطلاحاً پنالتی می‌شود و باید دوباره از نزدیک‌ترین مکان به نقطه فرود دیسک شروع کند.
به دلیل توانایی بالقوه دیسک‌های پرتابی برای آسیب زدن به افراد، انجمن دیسک گلف حرفه‌ای به بازیکنان توصیه می‌کند که دیسک را به طرف نقطه کور یا هنگامی که افراد دیگر در محوطه بازی هستند، پرتاب نکنند.
به دلیل تفاوت زمین‌های بازی و همچنین آب و هوا، انواع مختلفی از دیسک و نوع پرتاب آنها وجود دارد. دیسک‌ها انواع خاصی برای کاربردهای مشخص همچون سرعت، مسافت، دقت و پایداری و … دارند.

## دردنیاگیری کووید-۱۹
به دلیل وضع قوانین فاصله‌گذاری اجتماعی و پرهیز از اجتماعات در دنیاگیری کرونا، دیسک گلف به دلیل بازی شدن در فضای باز، رشد بی‌سابقه ای را تجربه کرد. در این دوران، برای اولین بار رویدادهای ورزشی دیسک گلف در کانال‌های تلویزیونی سی‌بی‌اس و ای‌اس‌پی‌ان ۲ مخابره شد.

## ارجاع به بیرون
- ویکی‌پدیای انگلیسی؛ Disc golf

1. ↑  "disc golf". Wiktionary, the free dictionary (به انگلیسی). 2021-08-05.
2. 1 2  "Disc golf | Description, History, Equipment, Rules, & Facts | Britannica". www.britannica.com (به انگلیسی). Retrieved 2024-09-05.
3. 1 2  «How To Play Disc Golf». discgolf.com (به انگلیسی). ۲۰۱۹-۰۱-۳۱. دریافت‌شده در ۲۰۲۴-۰۹-۰۵.
4. ↑  US 3359678, HEADRICK EDWARD E, "Flying saucer"
5. ↑  US 4039189, HEADRICK EDWARD E, "Flying disc entrapment device"
6. 1 2  "Brief History of Disc Golf and the PDGA". Professional Disc Golf Association (به انگلیسی). 2008-09-23. Retrieved 2024-09-05.
7. ↑  «Disc Golf for Beginners: The Basics». www.frolfhq.com. دریافت‌شده در ۲۰۲۴-۰۹-۰۵.
8. ↑  steveganz (2016-01-20). "The Disc Golfer's Code". Professional Disc Golf Association (به انگلیسی). Retrieved 2024-09-05.
9. ↑  «How to choose a disc?». DiscSport.pl (به لهستانی). دریافت‌شده در ۲۰۲۴-۰۹-۰۶.
10. ↑  Laws، Will (۲۰۲۱-۰۳-۱۱). «Disc Golf Is the Rare Sport That's Thrived During the Pandemic». Sports Illustrated (به انگلیسی). دریافت‌شده در ۲۰۲۴-۰۹-۰۶.